# 114. brigada HV
114. brigada Hrvatske vojske utemeljena je 1. lipnja 1991. godine u Splitu, odnosno splitskom brodogradilištu, od 'škverske bojne' (1. bojna, tzv. Škverski bataljun, utemeljene 16. listopada 1990. godine kao II. Policijski bataljun) iz splitskog brodogradilišta i postojećih satnija (dragovoljačke satnije iz Žrnovnice i Putalj iz Kaštela (lovci)) te poslije drugih poduzeća iz Splita, Solina i Kaštela (Brodomerkur, Dalma, Dalmacijacement, Diokom, HPT, Koteks, Promet, Slobodna Dalmacija i INA-e), zbog čega su ju u žargonu zvali "radničkom" brigadom. Utemeljena je odlukom Ministra obrane Republike Hrvatske, kao prva pričuvna postrojba Hrvatske vojske. Okosnicu postrojbe činio je Drugi policijski bataljun, poznatiji kao "škverski", sastavljen od dragovoljaca zaposlenih u Brodosplitu. Potom se ustrojavaju omiška, trogirska i solinska bojna.
Trogirani kao 2. trogirska bojna 28. lipnja, Omišani na čelu s Milom Čatlakom i Brunom Vukićem, Solinsko-Dugopoljska satnija s Ljubom Marasovićem, Žrnovničani s Vinkom Barbarićem. Omiška bojna nastaje iz 6. cetinske flote pod zapovjedništvom Vitomira Brzovića.

## Ratni put
Prvi ratni zapovjednik postrojbe bio je Ante Čatlak. Nakon osnivanja, prva dva mjeseca koristi za prikupljanje oružja i opreme pa je do kraja srpnja skupljeno 620 komada uglavnom pušaka M-48. U prosincu 1991. brigada zauzima položaje na području Drniša i Svilaje i tamo joj se pripaja IX. bojna HOS-a i vod "Čavoglave". Potom odlazi u Vrliku s ciljem deblokade Kijeva.
Početkom veljače 1992. godine 1. bataljun izlazi iz brigade i čini temelj ustrojavanja 158. brigade HV. Tijekom 1992. godine brigada djeluje na južnom bojištu. Za istaknuti je junačko držanje pripadnika postrojbe tijekom neprijateljskog pokušaja zauzimanja planine Moseća u siječnju 1992. godine, kada su bojovnici 114. brigade neprijatelju nanijeli značajne gubitke. Uz navedeno, 114. brigada (Škorpioni) daje svoj znakoviti obol u sklopu blistavih operacija HV - Zima, Ljeto '95 i Oluja. 
Poradi iznimnog doprinosa tijekom navedenih operacija predsjednik RH dr. Franjo Tuđman pohvalio je pripadnike 114. brigade, a to su također učinili i ministar obrane RH kao i zapovjednik tadašnjeg Zbornog područja Split.
Tijekom sudjelovanja u Domovinskom ratu kroz postrojbu je prošlo 7900 pripadnika. 88 pripadnika postrojbe je poginulo, dok je više stotina ranjeno.
Preustrojem HV-a 30. lipnja 2000. godine 114. brigada je ušla u sastav nove 625. brigade HV-a, a najveći dio ljudi je demobiliziran.

## Odlikovanja
Odlikovana je Redom Nikole Šubića Zrinskog za iskazano junaštvo njezinih pripadnika u Domovinskom ratu.

## Vanjske poveznice
- Brodosplit - službeno glasilo Vridni, srpanj 2009. Velika obljetnica u obrani Hrvatske - 18 godina 114. brigade HV, str. 12.